# Tabula Cortonensis
La Tabula Cortonensis (a vegades també anomenada Tauleta de Cortona) és una tauleta de bronze d'origen etrusc amb inscripcions d'uns 2.200 anys d'antiguitat, descoberta a Cortona, Itàlia. Es creu que registra els detalls d'una antiga transacció legal de l'antiga ciutat toscana de Cortona, coneguda pels etruscos com a Curtun, i podria haver pertangut a un arxiu notarial privat. La inscripció de 40 línies i dues cares és la tercera inscripció més llarga trobada en idioma etrusc i la més llarga descoberta en el segle xx.
Tot i que la troballa aparegué a l'octubre del 1992, el contingut no es feu públic fins a set anys després, el 1999. El retard es degué al fet que algú dugué la tauleta a la policia i afirmava haver-la trobat en un lloc de construcció. Quan es lliurà a la policia, la tauleta s'havia trencat en set trossos, i en mancava la cantonada inferior dreta. Els investigadors creien que, si l'existència de la tauleta no s'hagués revelat al principi, hauria estat més fàcil determinar si s'havia trobat realment en aquest lloc (l'examen del lloc de construcció no revelà altres restes etrusques) i s'hauria localitzar la part que manca.

## Interpretació
Algunes estudioses com Larissa Bonfante i Nancy de Grummond, creuen que la tauleta és un registre notarial de la divisió d'una herència o venda de béns immobles. S'hi fa referència a una vinya (cf. línies 1 i 2: vinac), terra conreada (línia 2: restm-c) i una finca situada al territori del llac Trasimé (cf. línies 35 i 36: celti nɜitisś tarsminaśś). El llac és a l'est de Cortona, a l'actual Úmbria occidental.
A més a més de les referències a la terra, la tauleta inclou referències relacionades amb el mobiliari de taula, com ara paraules que semblen referir-se a plats (línia 3: spante, una paraula prestada de l'umbre) i sal (línia 9: salini, també la paraula llatina per a un celler de sal, així com una sèrie de mots lingüísticament semblants com les formes de larisal). A més a més, algunes paraules (pav, clθii, zilci, atina, larz) que apareixen en la tauleta s'han trobat inscrites en plats etruscs, tasses, gerros o gerres de vi.

## Descripció física
La tauleta fa 50 per 30 cm i si fa no fa entre 2 i 3 mm de gruix.
Quan es descobrí, s'havia trencat en bocins, dels quals només es van trobar set. Els estruscòlegs creuen que la part que manca conté sols noms i no detalls del patrimoni.

## Text
El text conté trenta-quatre paraules etrusques conegudes i un nombre igual de paraules etrusques no documentades abans. A més a més, un nou signe alfabètic Ǝ (una èpsilon invertida) hi apareix. Això implica que, almenys en la variant etrusca parlada a Cortona, on aquesta lletra apareix exclusivament, la lletra Ǝ marcava un so diferent al de la lletra e. La inscripció data de cap al 200 abans de la nostra era.
El text següent transcriu l'èpsilon invertida especial com a ɜ:
Cara A
01: et . pɜtruiś . scɜvɜś . ɜliuntś .
02: vinac . restmc . cenu . tɜnθur . śar .
03: cusuθuraś . larisalisvla . pesc . spante . tɜnθur .
04: sa . śran . śarc . clθii . tɜrsna . θui . span θi . ml
05: ɜśieθic . raśnas IIIIC inni . pes . pɜtruś . pav
06: ac . trau lac . tiur . tɜn[θ]urs . tɜnθa[ś] . za cina tpr
07: iniserac . zal[six] \\ cś . ɜsiś vere cusuθurśum .
08: pes . pɜtruśta . scɜv[aś] \\ nu θanatur . lart pɜtr
09: uni . arnt . pini . lart . [v]ipi . lusce . laris . salini
10: vɜtnal . lart . vɜlara . larθal'isa . lart vɜlara.
11: aulesa . vɜl . pumpu . pruciu . aule cɜl atina . sɜ
12: tmnal . arnza . fɜlśni . vɜlθinal . vɜl . luisna
13: lusce . vɜl uslna . nufresa . laru . slanzu . larz
14: a lartle vɜlaveś arnt . pɜtru . ra ufe \\ ɜpru
15: ś . ame . vɜlχe . cusu larisal . clenia rc . laris
16: cusu . larisalisa larizac clan . larisal . pɜtr
17: uni . scɜ[va]ś arntlei . pɜtruś . puia
18: cen . zic . ziχuχe . spa-rzɜ-śtiś śazleiś in
19: θuχti . cusuθuraś . suθiu . ame . tal suθive
20: naś . rat-m . θuχt . ceśu . tlt eltɜi . sianś .
21: spa-rzɜ-te . θui . saltzic . fratuce . cusuθuraś .
22: larisalisvla . pɜtruśc . scɜvaś . pesś . tarχ ian
23: eś \\ cnl . nuθe . mal ec . lart . cucrina . lausisa .
24: zilaθ meχ l.raśnal .[la]ris . cɜl atina lau
25: sa clanc . arnt luscni [a]rnθal . clanc . larz
26: a . lart . turmna . salin[ial . larθ cɜl atina . a
27: pnal . clenia rc . vɜlχe[ś][...][papal]
28: śerc . vɜlχe . cusu . aule[sa][...]
29: aninalc . laris . fuln[folnius][clenia]
30: rc . lart . pɜtce . uslnal[...][cucrina]
31: inaθur . tɜcsinal . vɜl[...]
32: uś . larisc . cusu . uslna[l][...]
Cara B
33: aule . salini . cusual
34: zilci . larθal . cusuś . titinal
35: larisalc . saliniś . aulesla . celti nɜitis
36: ś . tar sminaśś . spa rz a in θuχt ceśu .
37: rat-m . suθiu . suθiusa . vɜlχeś . cusuśa
38: ulesla . vɜlθuruś . t[.]lniś . vɜlθurusla .
39: larθalc . cɜl atina ś . vetnal . larisalc .
40: cɜl atina ś . pitlnal